# Shiodome Media Tower
La Shiodome Media Tower (汐留メディアタワー, Shiodome Media Tawā) est un gratte-ciel  du quartier de Shiodome à Tokyo.

## Construction
D'une hauteur de 172,6 m, il compte 34 étages et 66 489 m2 de superficie. La construction a débuté le 24 octobre 2000 et s'est terminé le 30 juin 2003 et le bâtiment inauguré le 17 juillet 2003. La Media Tower a été construite par Kajima Design (DoCoMo Yoyogi Tower, entre autres), filiale de Kajima Corporation et a été conçue par l'architecte Seita Morishima.

## Occupants
- L'agence de presse Kyodo News occupe les étages 1 à 24.
- Les étages 25 à 34 sont occupés par le Park Hôtel Tokyo, membre de la chaîne Design Hotels AG (Allemagne). Le bâtiment comprend un atrium qui commence avec l'entrée de l'hôtel sur le 25e étage et s'étend jusqu'au sommet. Les chambres offrent une vue panoramique sur Tokyo.